# ATP Finals 2023
Le ATP Finals 2023 (ufficialmente Nitto ATP Finals 2023 per motivi di sponsorizzazione) sono state un torneo di tennis disputatosi a Torino, in Italia, dal 12 al 19 novembre 2023 sul campo di cemento indoor del PalaAlpitour. È stato l'evento conclusivo dell'ATP Tour 2023, a cui hanno partecipato i primi otto giocatori della classifica ATP di singolare e le prime otto coppie della classifica di doppio. È stata la 54ª edizione del torneo di singolare e la 49ª del doppio.

## Qualificazioni

### Regolamento

#### Singolare
I primi otto giocatori della ATP Race to Turin, vale a dire coloro che hanno accumulato il maggior numero di punti validi nei tornei del Grande Slam e dell'ATP Tour 2023, ottengono la qualificazione al torneo. I punti validi comprendono tutti quelli ottenuti nel 2023, più quelli derivati dalla finale di Coppa Davis 2022 e da tutti i tornei Challenger disputati dopo le ATP Finals 2022.
Per qualificarsi, un giocatore che ha terminato la stagione 2022 fra i primi trenta deve partecipare ai quattro tornei Slam e a otto tornei ATP Tour Masters 1000 nel corso del 2023. Vengono inoltre conteggiati per la classifica i suoi quattro migliori risultati nei tornei ATP Tour 500 e i migliori due nei tornei ATP Tour 250. Ai giocatori che non parteciperanno a uno di questi eventi vengono conteggiati zero punti per il torneo. Il Monte Carlo Masters è diventato facoltativo dal 2009 e se un giocatore decide di parteciparvi il risultato sarà conteggiato come uno dei quattro tornei 500. La Coppa Davis viene anch'essa conteggiata come un torneo 500, se il giocatore non avrà disputato un numero sufficiente di tornei di questa fascia, e se non avrà ottenuto risultati migliori nei 250 o nei Challenger. Se il giocatore (per esempio per infortunio) non può partecipare ai tornei prestabiliti nei diciotto tornei validi per la classifica vengono conteggiati i risultati migliori nei tornei 250 o Challenger. Un giocatore che è impossibilitato a partecipare ai tornei a causa di un infortunio non riceve alcuna penalità.

#### Doppio
Otto squadre competono al torneo ricevendo i posti secondo lo stesso ordine di precedenza del singolare.
I punti vengono accumulati nelle stesse competizioni del torneo di singolare. Tuttavia, per le squadre di doppio non ci sono tornei di impegno, quindi le squadre sono classificate in base ai loro 19 risultati con punteggio più alto in qualsiasi torneo dell'ATP Tour 2023.

### Singolare
| #       | Giocatore          | Punti | Tornei | Data di qualificazione |
| ------- | ------------------ | ----- | ------ | ---------------------- |
| 1       | Novak Đoković      | 9.945 | 11     | 19 agosto              |
| 2       | Carlos Alcaraz     | 8.455 | 16     | 17 luglio              |
| 3       | Daniil Medvedev    | 7.200 | 21     | 5 settembre            |
| 4       | Jannik Sinner      | 5.490 | 21     | 7 ottobre              |
| 5       | Andrej Rublëv      | 4.805 | 24     | 26 ottobre             |
| 6       | Stefanos Tsitsipas | 4.235 | 23     | 2 novembre             |
| 7       | Alexander Zverev   | 3.585 | 26     | 3 novembre             |
| 8       | Holger Rune        | 3.460 | 22     | 3 novembre             |
| Riserve |                    |       |        |                        |
| 9       | Hubert Hurkacz     | 3.245 | 23     | -                      |
| 10      | Taylor Fritz       | 3.100 | 26     | -                      |

### Doppio
| #       | Giocatori                                | Punti | Tornei | Data di qualificazione |
| ------- | ---------------------------------------- | ----- | ------ | ---------------------- |
| 1       | Ivan Dodig Austin Krajicek               | 6.330 | 19     | 9 ottobre              |
| 2       | Wesley Koolhof Neal Skupski              | 6.060 | 22     | 9 ottobre              |
| 3       | Rohan Bopanna Matthew Ebden              | 5.990 | 20     | 14 ottobre             |
| 4       | Santiago González Édouard Roger-Vasselin | 5.610 | 26     | 2 novembre             |
| 5       | Marcel Granollers Horacio Zeballos       | 5.127 | 20     | 30 ottobre             |
| 6       | Rajeev Ram Joe Salisbury                 | 4.822 | 22     | 29 ottobre             |
| 7       | Máximo González Andrés Molteni           | 4.380 | 25     | 3 novembre             |
| 8       | Rinky Hijikata Jason Kubler              | 2.180 | 8      | 2 novembre             |
| Riserve |                                          |       |        |                        |
| 9       | Nathaniel Lammons Jackson Withrow        | 4.025 | 33     | -                      |
| 10      | Hugo Nys Jan Zieliński                   | 3.937 | 28     | -                      |

## Testa a testa

### Singolare

#### Testa a testa generale
|   |                    | Đoković | Alcaraz | Medvedev | Sinner | Rublëv | Tsitsipas | Zverev | Rune | Totale | V–S 2023 |
| 1 | Novak Đoković      |         | 2–2     | 10–5     | 3–0    | 5–1    | 11–2      | 8–4    | 2–2  | 41–16  | 51–5     |
| 2 | Carlos Alcaraz     | 2–2     |         | 2–2      | 3–4    | 0–0    | 5–0       | 3–3    | 2–1  | 17–12  | 63–10    |
| 3 | Daniil Medvedev    | 5–10    | 2–2     |          | 6–2    | 6–2    | 9–4       | 10–7   | 1–1  | 39–28  | 64–16    |
| 4 | Jannik Sinner      | 0–3     | 4–3     | 2–6      |        | 4–2    | 2–5       | 1–4    | 0–2  | 13–25  | 57–14    |
| 5 | Andrej Rublëv      | 1–5     | 0–0     | 2–6      | 2–4    |        | 5–6       | 3–5    | 2–1  | 15–27  | 56–23    |
| 6 | Stefanos Tsitsipas | 2–11    | 0–5     | 4–9      | 5–2    | 6–5    |           | 9–4    | 0–2  | 26–38  | 51–22    |
| 7 | Alexander Zverev   | 4–8     | 3–3     | 7–10     | 4–1    | 5–3    | 4–9       |        | 0–1  | 27–35  | 53–26    |
| 8 | Holger Rune        | 2–2     | 1–2     | 1–1      | 2–0    | 1–2    | 2–0       | 1–0    |      | 10–7   | 43–22    |

### Doppio

#### Testa a testa generale
|   |                                          | Dodig Krajicek | Koolhof Skupski | Bopanna Ebden | González Roger-Vasselin | Granollers Zeballos | Ram Salisbury | González Molteni | Hijikata Kubler | Totale | V-S 2023 |
| 1 | Ivan Dodig Austin Krajicek               |                | 2–2             | 1–0           | 2–0                     | 2–1                 | 2–2           | 0–1              | 0–0             | 9–6    | 38–13    |
| 2 | Wesley Koolhof Neal Skupski              | 2–2            |                 | 3–2           | 2–3                     | 1–2                 | 1–3           | 0–1              | 2–1             | 11–14  | 44–20    |
| 3 | Rohan Bopanna Matthew Ebden              | 0–1            | 2–3             |               | 2–1                     | 1–2                 | 0–1           | 0–0              | 0–0             | 5–8    | 38–18    |
| 4 | Santiago González Édouard Roger-Vasselin | 0–2            | 3–2             | 1–2           |                         | 2–0                 | 2–1           | 0–0              | 0–0             | 8–7    | 51–21    |
| 5 | Marcel Granollers Horacio Zeballos       | 1–2            | 2–1             | 2–1           | 0–2                     |                     | 3–5           | 2–1              | 0–1             | 10–13  | 34–17    |
| 6 | Rajeev Ram Joe Salisbury                 | 2–2            | 3–1             | 1–0           | 1–2                     | 5–3                 |               | 0–0              | 0–0             | 12–8   | 32–18    |
| 7 | Máximo González Andrés Molteni           | 1–0            | 1–0             | 0–0           | 0–0                     | 1–2                 | 0–0           |                  | 0–0             | 3–2    | 38–20    |
| 8 | Rinky Hijikata Jason Kubler              | 0–0            | 1–2             | 0–0           | 0–0                     | 1–0                 | 0–0           | 0–0              |                 | 2–2    | 9–6      |

## Montepremi e punti
Le ATP Finals 2023 premiano in denaro e attribuiscono in punti, per vittoria, nel seguente modo:
| Torneo                                                     | Singolare                                                         | Doppio                                                         | Punti    |
| ---------------------------------------------------------- | ----------------------------------------------------------------- | -------------------------------------------------------------- | -------- |
| Campione                                                   | $2,200,400                                                        | $350,400                                                       | RR + 500 |
| Finalista                                                  | $1,070,000                                                        | $170,000                                                       | RR + 400 |
| Round-robin per vittoria                                   | $383,300                                                          | $93,300                                                        | 200      |
| Partecipazione                                             | 3 incontri = $320,000 2 incontri = $240,000 1 incontro = $160,000 | 3 incontri = $130,000 2 incontri = $97,500 1 incontro= $52,000 | –        |
| Alternative                                                | $150,000                                                          | $50,000                                                        | –        |
| RR sono i punti o i premi in denaro vinti nel Round Robin. |                                                                   |                                                                |          |

- Il vincitore del singolare, qualora non abbia subito sconfitte nel corso del torneo, consegue 1 500 punti e un premio in denaro pari a $4,740,300.
- I vincitori del doppio, qualora non abbiano subito sconfitte nel corso del torneo, conseguono 1 500 punti e un premio in denaro pari a $930,300. Il premio in denaro per il doppio si intende per team.

## Calendario

### Giorno 1: 12 novembre
| Incontri al PalaAlpitour | Incontri al PalaAlpitour               | Incontri al PalaAlpitour                     | Incontri al PalaAlpitour |
| Gruppo                   | Vincitori                              | Perdenti                                     | Punteggio                |
| ------------------------ | -------------------------------------- | -------------------------------------------- | ------------------------ |
| Gruppo Verde             | Ivan Dodig Austin Krajicek [1]         | Máximo González Andrés Molteni [7]           | 6–4, 6–2                 |
| Gruppo Verde             | Jannik Sinner [4]                      | Stefanos Tsitsipas [6]                       | 6–4, 6–4                 |
| Gruppo Verde             | Marcel Granollers Horacio Zeballos [5] | Santiago González Édouard Roger-Vasselin [4] | 2–6, 6–3, [10–7]         |
| Gruppo Verde             | Novak Đoković [1]                      | Holger Rune [8]                              | 7–6(4), 6(1)–7, 6–3      |

### Giorno 2: 13 novembre
| Incontri al PalaAlpitour | Incontri al PalaAlpitour        | Incontri al PalaAlpitour        | Incontri al PalaAlpitour |
| Gruppo                   | Vincitori                       | Perdenti                        | Punteggio                |
| ------------------------ | ------------------------------- | ------------------------------- | ------------------------ |
| Gruppo Rosso             | Wesley Koolhof Neal Skupski [2] | Rinky Hijikata Jason Kubler [8] | 6–3, 6–4                 |
| Gruppo Rosso             | Alexander Zverev [7]            | Carlos Alcaraz [2]              | 6(3)–7, 6–3, 6–4         |
| Gruppo Rosso             | Rajeev Ram Joe Salisbury [6]    | Rohan Bopanna Matthew Ebden [3] | 6–3, 6–4                 |
| Gruppo Rosso             | Daniil Medvedev [3]             | Andrej Rublëv [5]               | 6–4, 6–2                 |

### Giorno 3: 14 novembre
| Incontri al PalaAlpitour | Incontri al PalaAlpitour                     | Incontri al PalaAlpitour           | Incontri al PalaAlpitour |
| Gruppo                   | Vincitori                                    | Perdenti                           | Punteggio                |
| ------------------------ | -------------------------------------------- | ---------------------------------- | ------------------------ |
| Gruppo Verde             | Santiago González Édouard Roger-Vasselin [4] | Máximo González Andrés Molteni [7] | 6–4, 6–4                 |
| Gruppo Verde             | Holger Rune [8]                              | Stefanos Tsitsipas [6]             | 2–1, rit.                |
| Gruppo Verde             | Marcel Granollers Horacio Zeballos [5]       | Ivan Dodig Austin Krajicek [1]     | 6–4, 6–4                 |
| Gruppo Verde             | Jannik Sinner [4]                            | Novak Đoković [1]                  | 7–5, 6(5)–7, 7–6(2)      |

### Giorno 4: 15 novembre
| Incontri al PalaAlpitour | Incontri al PalaAlpitour        | Incontri al PalaAlpitour        | Incontri al PalaAlpitour |
| Gruppo                   | Vincitori                       | Perdenti                        | Punteggio                |
| ------------------------ | ------------------------------- | ------------------------------- | ------------------------ |
| Gruppo Rosso             | Rohan Bopanna Matthew Ebden [3] | Rinky Hijikata Jason Kubler [8] | 6–4, 6–4                 |
| Gruppo Rosso             | Carlos Alcaraz [2]              | Andrej Rublëv [5]               | 7–5, 6–2                 |
| Gruppo Rosso             | Rajeev Ram Joe Salisbury [6]    | Wesley Koolhof Neal Skupski [2] | 6–3, 3–6, [10–7]         |
| Gruppo Rosso             | Daniil Medvedev [3]             | Alexander Zverev [7]            | 7–6(7), 6–4              |

### Giorno 5: 16 novembre
| Incontri al PalaAlpitour | Incontri al PalaAlpitour                     | Incontri al PalaAlpitour           | Incontri al PalaAlpitour |
| Gruppo                   | Vincitori                                    | Perdenti                           | Punteggio                |
| ------------------------ | -------------------------------------------- | ---------------------------------- | ------------------------ |
| Gruppo Verde             | Santiago González Édouard Roger-Vasselin [4] | Ivan Dodig Austin Krajicek [1]     | 6–4, 3–6, [15–13]        |
| Gruppo Verde             | Novak Đoković [1]                            | Hubert Hurkacz [9]                 | 7–6(1), 4–6, 6–1         |
| Gruppo Verde             | Marcel Granollers Horacio Zeballos [5]       | Máximo González Andrés Molteni [7] | 6–3, 6–4                 |
| Gruppo Verde             | Jannik Sinner [4]                            | Holger Rune [8]                    | 6–2, 5–7, 6–4            |

### Giorno 6: 17 novembre
| Incontri al PalaAlpitour | Incontri al PalaAlpitour        | Incontri al PalaAlpitour        | Incontri al PalaAlpitour |
| Gruppo                   | Vincitori                       | Perdenti                        | Punteggio                |
| ------------------------ | ------------------------------- | ------------------------------- | ------------------------ |
| Gruppo Rosso             | Rohan Bopanna Matthew Ebden [3] | Wesley Koolhof Neal Skupski [2] | 6–4, 7–6(5)              |
| Gruppo Rosso             | Carlos Alcaraz [2]              | Daniil Medvedev [3]             | 6–4, 6–4                 |
| Gruppo Rosso             | Rajeev Ram Joe Salisbury [6]    | Rinky Hijikata Jason Kubler [8] | 5–7, 6–1, [10–2]         |
| Gruppo Rosso             | Alexander Zverev [7]            | Andrej Rublëv [5]               | 6–4, 6–4                 |

### Giorno 7: 18 novembre
| Incontri al PalaAlpitour | Incontri al PalaAlpitour               | Incontri al PalaAlpitour                     | Incontri al PalaAlpitour |
| Gruppo                   | Vincitori                              | Perdenti                                     | Punteggio                |
| ------------------------ | -------------------------------------- | -------------------------------------------- | ------------------------ |
| Semifinale doppio        | Marcel Granollers Horacio Zeballos [5] | Rohan Bopanna Matthew Ebden [3]              | 7–5, 6–4                 |
| Semifinale singolare     | Jannik Sinner [4]                      | Daniil Medvedev [3]                          | 6–3, 6(4)–7, 6–1         |
| Semifinale doppio        | Rajeev Ram Joe Salisbury [6]           | Santiago González Édouard Roger-Vasselin [4] | 7–6(5), 3–6, [10–7]      |
| Semifinale singolare     | Novak Đoković [1]                      | Carlos Alcaraz [2]                           | 6–3, 6–2                 |

### Giorno 8: 19 novembre
| Incontri al PalaAlpitour | Incontri al PalaAlpitour     | Incontri al PalaAlpitour               | Incontri al PalaAlpitour |
| Gruppo                   | Vincitori                    | Perdenti                               | Punteggio                |
| ------------------------ | ---------------------------- | -------------------------------------- | ------------------------ |
| Finale doppio            | Rajeev Ram Joe Salisbury [6] | Marcel Granollers Horacio Zeballos [5] | 6–3, 6–4                 |
| Finale singolare         | Novak Đoković [1]            | Jannik Sinner [4]                      | 6–3, 6–3                 |

## Campioni

### Singolare
Novak Đoković ha sconfitto in finale  Jannik Sinner con il punteggio di 6-3, 6-3.
• È il novantottesimo titolo in carriera per Đoković, il settimo alle finals.

### Doppio
Rajeev Ram /  Joe Salisbury hanno sconfitto in finale  Marcel Granollers /  Horacio Zeballos con il punteggio di 6-3, 6-4.